# Château de Numão
Le château de Numão est un château proche du fleuve Douro dans la région de la ville de Foz Côa (district de Guarda) au Portugal.

## Description
Le château de Numão, dont les murailles et les tours sont encore debout, est situé sur une colline et domine la région. L'église romane est en ruine comme d'ailleurs l'intérieur du château où l'on devine les anciennes maisons, en ruine elles aussi.
Château typique de montagne, il est posé sur un pic rocheux culminant à 677 mètres d'altitude. Il présente un plan ovoïde irrégulier (organique), avec des éléments de style romans et gothiques, couvrant une surface d'environ 336 hectares. Les murailles, crénelées par endroits, sont renforcées par des tours (quinze à l'origine, aujourd'hui six), dont quelques-unes sont adossées par l'extérieur. Par celles-ci s'ouvrent quatre portes :
- la porte São Pedro, à l'est, garnie d'une tour, et ayant un arc en ogive avec une voûte en berceau légèrement pointue ;
- la porte du ponent, à l'ouest, de configuration identique ;
- la fausse porte (poterne) au sud-est en arc brisé ; et
- la porte principale, au sud, s'ouvrant uniquement par l'imposte de l'arc.

Au centre de la place d'armes se trouve une citerne circulaire de sept mètres de diamètre, non couverte. Accolée à la porte principale, on peut voir les ruines de l'église Santa Maria do Castelo (de style roman) et un cimetière. 
Le donjon, au nord-est, a un plan carré, avec les murs entaillés par deux hautes fenêtres.
Sur le versant sud, près de la porte de São Pedro, là où se trouvait une chapelle homonyme, on peut voir une nécropole avec près de dix sépultures anthropomorphiques taillées dans la roche, souvent appelée le cimetière des Maures.

## Source
- (pt) Cet article est partiellement ou en totalité issu de l’article de Wikipédia en portugais intitulé « Castelo de Numão » (voir la liste des auteurs).